# Diecéze lomžanská
Diecéze lomžanská (latinsky Dioecesis Lomzensis, polsky Diecezja łomżyńska) je římskokatolická arcidiecéze v Polsku, se sídlem v Lomži, kde se nachází katedrála sv. Michaela Archanděla. Je součástí białystocké církevní provincie, je tudíž sufragánní vůči arcidiecézi białystocké. Současným biskupem diecéze je od roku 2011 Janusz Stepnowski.

## Stručná historie
V roce 1799 zřídil papež Pius VI. diecézi Wigry, kterou vyčlenil z diecézí vilniuské, lucké a žmuďské a kterou podřídil bezprostředně Sv. Stolci. V roce 1818 byly hranice diecéze upraveny podle výsledků Vídeňského kongresu a biskupské sídlo bylo přemístěno do města Sejny, přičemž se Diecéze sejnyjská stala sufragánní vůči arcidiecézi varšavské. V důsledku Rižského míru bylo biskupsktví Sejny zrušeno a nově zřízena diecéze lomžanská. V roce 1992 byla podřízena arcidiecézi białystocké.